# Szatkhira
Szatkhira (ang. Satkhira) – miasto w południowo-zachodnim Bangladeszu, w prowincji Khulna. Powierzchnia miasta wynosi 27,84 km², populacja 86372 mieszkańców w tym mężczyźni stanowią 51.75%, kobiety 48.25%. Na jeden kilometr kwadratowy przypada 3102 osoby.